# Zélée
Pour les articles homonymes, voir Zélée (homonymie).
Zélée ou Zeleia (en grec ancien Ζέλεια) est une ville antique de Mysie. On croit avoir identifié le lieu il y a quelques années à Sarıköy, à 12 km de Gönen, dans la province de Balıkesir, en Turquie. 
Elle est mentionnée, dans les textes anciens, par Homère dans l’Iliade & par le pseudo-Apollodore dans le cadre de la guerre de Troie, et par Strabon. 
Homère (Iliade, II, 824-827 ) : Parmi les alliés de Troie : "Puis venait ceux de Zélée, au pied même de l'Ida, riches Troyens buvant les ondes noires de l'Esèpe (Aisepos). Ceux-là avaient pour chef le noble fils de Lycaon, Pandaros, qui tenait son arc d'Apollon en personne."
Pseudo-Apollodore (Epitomé, III, 34S) : "Neuf ans plus tard, des alliés rejoignirent les rangs des Troyens.", "De Zélée arriva Pandaros, le fils de Lycaon."
Zélée aurait pu avoir un rôle de place arrière, pour les généraux d’Alexandre le Grand, avant la bataille du Granique.[réf. nécessaire]
Mithridate VI y remporta une victoire sur le général Triarius, lieutenant de Lucullus en 67 av. J.-C., et César sur Pharnace II en 47 av. J.-C.